# ジョゼフィーヌ・ド・ボアルネ
ジョゼフィーヌ・ド・ボアルネ（フランス語: Joséphine de Beauharnais、1763年6月23日 - 1814年5月29日）は、フランス皇后。ナポレオン・ボナパルトの最初の妻。貴族出身。
ホラント王妃オルタンスの母、ナポレオン3世とスウェーデン王妃ジョゼフィーヌの祖母、スウェーデン王カール15世・オスカル2世の曾祖母、スウェーデン王グスタフ5世・デンマーク王妃ロヴィーサの高祖母。

## 来歴・人物

### 恋多き女
フランス領西インド諸島マルティニーク島の生まれ。祖父の代から母国を離れたクレオールの出身。結婚前の正式名は、マリー・ジョゼフ・ローズ・タシェ・ド・ラ・パジュリ（Marie Josèphe Rose Tascher de la Pagerie）だった。貴族の娘でエキゾチックな美貌の持ち主だったが、大変な浪費家でもあった。生家は貴族といっても名ばかりであり困窮していた。
弱冠16歳の1779年にアレクサンドル・ド・ボアルネ子爵と結婚、一男ウジェーヌ、一女オルタンスをなしたが、当初から夫婦仲が悪く、4年後の1783年に離婚した。後にボアルネ子爵は、フランス革命中の1794年7月23日にギロチンで処刑されてしまう。離婚後、マルティニーク島の実家に戻っていたジョゼフィーヌも、島で多発する暴動に不安を感じてフランスに戻ったが、元夫や友人の助命嘆願が罪に問われてカルム監獄に投獄されてしまう。獄中では、ルイ＝ラザール・オッシュ将軍と恋人同士となったと伝わる。しかし、ロベスピエールが処刑されたことにより、同年8月3日に釈放された。
その後、生活のために総裁政府のポール・バラスの愛人となり、親友のテレーズ・カバリュス、ジュリエット・レカミエと並ぶ社交界の花形となって、「陽気な未亡人」と呼ばれた。このころ、年下のナポレオンの求婚を受け1796年に結婚。バラスが彼女に飽きてナポレオンに押しつけたともいう。この結婚について、長男ウジェーヌは結婚に反対して、長女オルタンスは賛成だったと伝えられている。しかし、彼女はナポレオンを無骨でつまらない男と見ており、次々と愛人を作り浮気を繰り返した。そうしたこともあって、ナポレオンの母や兄弟姉妹たちとの折り合いは悪かった。
イタリア遠征中にナポレオンが彼女にあてた熱烈な恋文は有名だが、受け取った彼女はろくに読むことも返事を書くこともなく、「ボナパルトって変な人ね」とその手紙を友人に見せて笑いをさそっていた。ナポレオンから何回も戦場へ来るよう促されたが、ごまかして行こうとしない妻のそっけない態度にナポレオンは幾度も絶望を抱く。それに気を揉んだ総裁政府の命令で、彼女は渋々イタリアへ向かった。
ナポレオンはエジプト遠征中にジョゼフィーヌと美男の騎兵大尉イッポリト・シャルルとの浮気を知り、その事を嘆く手紙をフランスに送ったが、手紙を載せたフランス艦がイギリスに拿捕され、手紙の内容が新聞に掲載されてしまう。大恥をかいたナポレオンは離婚を決意し、妻が戻る前に家から荷物を叩き出してしまった。しかし、彼女の連れ子のウジェーヌとオルタンスの涙ながらの嘆願と、ジョゼフィーヌへの愛から離婚は思い止まったのだが、この直後のブリュメールのクーデタを成功に導くための要人対策に広い人脈があったジョゼフィーヌも一役買っている。
ジョゼフィーヌは、初めの離婚騒動あたりから徐々にナポレオンを真摯に愛するようになっていくが、反対にナポレオンのジョゼフィーヌに対する熱烈な愛情は冷めていき、他の女性達に関心を持つようになっていった。

### フランス皇后

ナポレオンの戴冠式で皇帝となったナポレオンから皇后冠を授けられるジョゼフィーヌ

1804年12月、ナポレオンが「フランス人の皇帝陛下」として即位すると、ジョゼフィーヌにも「フランス人の皇后陛下」の称号が与えられた。
その後ナポレオンは、妹のカロリーヌから紹介されたエレオノール・ドニュエルやポーランドの愛人マリア・ヴァレフスカとの間に男児が生まれた事などもあり、1810年1月10日には嫡子が生まれないことを理由にジョゼフィーヌを離縁した。離婚式での彼女は娘のオルタンスが支えなければ歩けないほどショックを受けた様子だった。それ以後、彼女はパリ郊外のマルメゾン城で余生を送ったが、多額の年金を支給され、死ぬまで「ナヴァール女公皇后殿下」という「皇后」の称号を保持することを許された。マルメゾン城のナポレオン居室は、皇帝が去ったままの状態でジョゼフィーヌの手によって保たれ、彼女はこの部屋のものを「聖遺物」と称したという。離婚後もナポレオンとはよき話相手であり、ナポレオンの後妻マリア・ルイーザが嫉妬するほどだった。
ナポレオンの退位後は気落ちしがちで、彼が百日天下でパリに帰還するのを待たずに肺炎になって急死、マルメゾン市内のサン・ピエール＝サン・ポール教会に埋葬された。最後の言葉は「ボナパルト、ローマ王、エルバ島…」だった。そのナポレオンが配流先のセントヘレナ島で死去した際の最期の言葉は「フランス、陸軍、陸軍総帥、ジョゼフィーヌ…」だった。

## 家族
ジョゼフィーヌが前夫ボアルネ子爵との間にもうけた娘オルタンスは、ナポレオンの弟ルイと結婚してオランダ王妃となり、後に皇帝ナポレオン3世となるルイ＝ナポレオンら3人の男子を生んだ。1810年にオルタンスはルイ・ボナパルトと離婚し、三男のルイ＝ナポレオンはオルタンスが引き取って育てた。
息子ウジェーヌはナポレオンの養子となり、イタリア副王にまで出世した。その後バイエルン王マクシミリアン1世の娘アウグステ王女と結婚し、ナポレオン失脚後はバイエルン王国の貴族となった。その長女のジョゼフィーヌはスウェーデン王オスカル1世の王妃となった。

## 逸話
- 少女時代、占い師に「最初の結婚は不幸になるが、そのあとで女王以上の存在になる」と言われたことがある。
- 実はナポレオンより6歳年上で、結婚時のナポレオンは26歳で、ジョゼフィーヌは32歳だった。ところが夫は2歳年上に、妻は4歳年下にさばをよみ、同い年の28歳として偽の結婚証明書を提出した。
- 虫歯がひどいため、口を大きく開けないようにしたり、隠すようにふるまっていたが、逆にこれが彼女の仕草に優雅さを与えていたという。
- ナポレオンとの新婚当初に彼女が飼っていた「フォルチュネ（幸運）」という犬が、ベッドに入り込み夫の足に噛みついたことがある。
- 彼女は大変にバラが好きで、250種類のバラをマルメゾン城の庭に植えていたという。また自らバラを愛でるだけでなく、後世の人々のためにと、集めたバラを植物画家ルドゥーテに描かせて記録に残している。今日でもバラには『ジョゼフィーヌ・ド・ボアルネ』という品種がある。
- バラだけでなく、実はダリアも同じくらい好み、園遊会なども行っていたそうである。ある時、一人の貴族がジョゼフィーヌの育てたダリアを見て一輪欲しがったが、ジョゼフィーヌはこれを断った。これに激怒した貴族は愛人であったとあるポーランドの貴族を経由し、ジョゼフィーヌの庭を管理する庭師にダリアの球根を盗ませる事件が起こる。結果、その貴族の庭にダリアが沢山咲き、件の貴族はジョゼフィーヌへの意趣返しもあって大喜びした。この話を聞いて大激怒したジョゼフィーヌは実行犯である庭師を解雇するとともに、加担したポーランド貴族を追放したという。ダリアに「移ろ気」、「不安定」、そして「裏切り」の花言葉が付いたのはこの事件が由来しての事である。
- イタリア遠征時からジョゼフィーヌは「勝利の女神」と呼ばれるようになり、験のいい存在としてあがめられていた。ナポレオンがジョゼフィーヌと離婚したとき、古参兵たちは「なんでばあさん（兵士たちは親しみをこめてジョゼフィーヌのことを「ばあさん」と呼んでいた）と別れちまうんだ。ばあさんは皇帝もおれたちも幸せにしてくれたのに」とぼやいたという。また、飾らない朗らかな人柄で将兵たちや国民の人気も高かった。一方、ナポレオンの母であるマリア・レティツィア・ボナパルトとは不仲であり、厳格で自らを律し続けたレティツィアは、奔放なジョゼフィーヌを生涯気に入らなかったという。
- 人脈の豊富さという強みと、浪費癖や男癖の悪さという弱みにつけこまれ、ジョゼフ・フーシェに強請られて情報提供をしていたことがある。
- 「ジョゼフィーヌ」という呼び名は、名前の一部であるジョゼフの女性形であり、ナポレオンが呼び始めたものである。それまではローズと呼ばれていた。
- ナポレオンがエルバ島に流された後、多くの者がナポレオンを見限った中、最も親身に援助していたのは他ならぬジョゼフィーヌであった。また、ナポレオンが臨終する際の最期の一語が彼女の名であった。

## ジョゼフィーヌを題材にした作品
絵画
- 皇后ジョゼフィーヌの肖像 （1801年）- 作:フランソワ・ジェラール
- ナポレオン一世の戴冠式と皇妃ジョゼフィーヌの戴冠（1807年） - 作:ジャック＝ルイ・ダヴィッド

小説
- 皇后ジョゼフィーヌのおいしい人生（2008年、【改題】皇后ジョゼフィーヌの恋） - 作:藤本ひとみ

漫画
- 薔薇のジョゼフィーヌ 全4巻（2011年-2013年）- 原作:落合薫、作画:いがらしゆみこ
- 静粛に、天才只今勉強中! 全11巻（1983年-1989年） - 作:倉多江美

舞台
- 愛あれば命は永遠に（1985年、宝塚歌劇花組公演、演・若葉ひろみ）
- 眠らない男・ナポレオン -愛と栄光の涯に-（2014年、宝塚歌劇星組公演、演・夢咲ねね）
- ナポレオン・永遠の夢（2021年、歌劇 ザ・レビューHTB）